# Xylinophylla
Xylinophylla är ett släkte av fjärilar. Xylinophylla ingår i familjen mätare.
Kladogram enligt Catalogue of Life:
| Xylinophylla | \| \| Xylinophylla flavifrons \| \| \| \| \| \| Xylinophylla hypocausta \| \| \| \| \| \| Xylinophylla maculata \| \| \| \| \| \| Xylinophylla ochrea \| \| \| \| \| \| Xylinophylla rajaca \| \| \| \| |
|              | \| \| Xylinophylla flavifrons \| \| \| \| \| \| Xylinophylla hypocausta \| \| \| \| \| \| Xylinophylla maculata \| \| \| \| \| \| Xylinophylla ochrea \| \| \| \| \| \| Xylinophylla rajaca \| \| \| \| |
|              | Xylinophylla flavifrons |
|              | |
|              | Xylinophylla hypocausta |
|              | |
|              | Xylinophylla maculata |
|              | |
|              | Xylinophylla ochrea |
|              | |
|              | Xylinophylla rajaca |
|              | |

## Bildgalleri

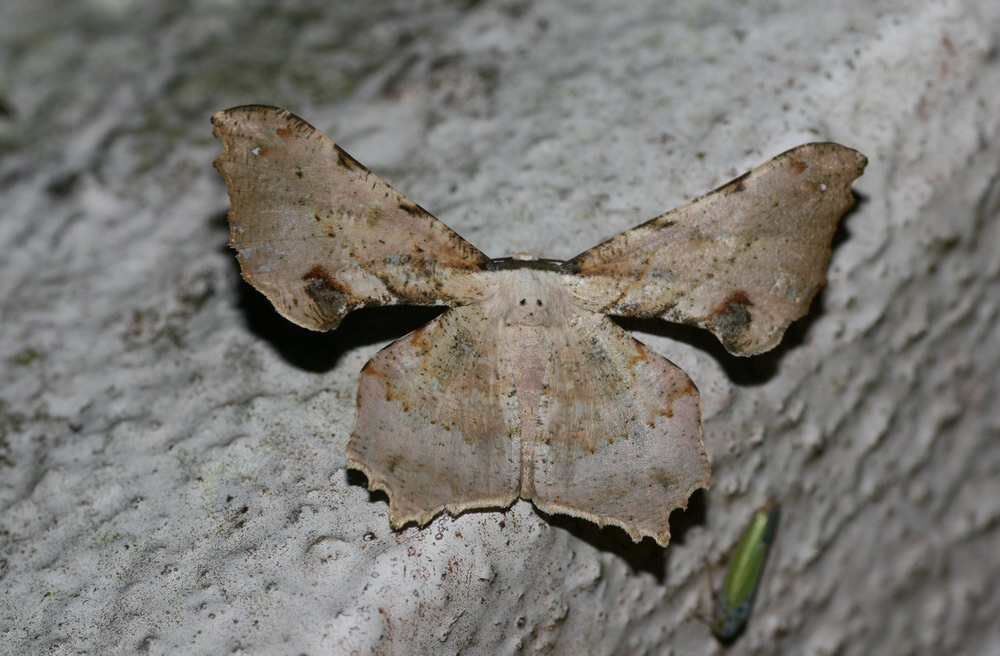